# Eretmophorus kleinenbergi
Eretmophorus kleinenbergi är en fiskart som beskrevs av Giglioli, 1889. Eretmophorus kleinenbergi ingår i släktet Eretmophorus och familjen Moridae. IUCN kategoriserar arten globalt som otillräckligt studerad. Inga underarter finns listade i Catalogue of Life.